# جوردن مورتون
جوردن مورتون (بالإنجليزية: Jordan Morton)‏ (25 أبريل 1992 بغلاسكو في المملكة المتحدة - ) هو لاعب كرة قدم بريطاني في مركز الهجوم. لعب مع نادي لوكوموتيف بلوفديف وهارت أوف ميدلوثيان وأردريونيانز وAnnan Athletic F.C. ‏ ونادي كاودينبيث لكرة القدم ونادي ليفينغستون لكرة القدم.

## وصلات خارجية
- جوردن مورتون على موقع قاعدة بيانات كرة القدم.إي يو (الإنجليزية)
- جوردن مورتون على موقع Soccerbase.com (لاعب) (الإنجليزية)
- جوردن مورتون على موقع Soccerway.com (الإنجليزية)